# Sinarachna nigricornis
Sinarachna nigricornis är en stekelart som först beskrevs av Holmgren 1860.  Sinarachna nigricornis ingår i släktet Sinarachna och familjen brokparasitsteklar. Arten är reproducerande i Sverige. Inga underarter finns listade i Catalogue of Life.